# Mbambao Mtsanga
Mbambao Mtsanga – miasto na Komorach, na wyspie Anjouan. Według danych szacunkowych na rok 2009 liczy 6 220 mieszkańców.